# Xenimpia chalepa
Xenimpia chalepa är en fjärilsart som beskrevs av Louis Beethoven Prout 1915. Xenimpia chalepa ingår i släktet Xenimpia och familjen mätare. Inga underarter finns listade i Catalogue of Life.